# Сысола
Сы́сола (коми Сыктыв) — река в Кировской области и Республике Коми, левый приток реки Вычегда (бассейн Северной Двины).
Длина — 487 км, площадь водосборного бассейна — 17 200 км². Питание смешанное, с преобладанием снегового. Половодье со 2-й половины апреля до середины июня. Среднегодовой расход воды — в 318 км от устья — около 33 м³/с, в 138 км от устья — 105,04 м³/с. Замерзает в конце октября — ноябре, вскрывается в конце апреля — начале мая. В низовье судоходна.

## Течение

Бассейн Северной Двины

Сысола начинается на Северных Увалах, на границе Республики Коми и Кировской области. Течёт на запад, принимая многочисленные притоки, в нижнем течении поворачивает на север. В среднем течении протекает через посёлок Койгородок, после которого долго течёт, сильно петляя, параллельно дороге Сыктывкар — Визинга — Койгородок. Большой посёлок Визинга стоит на Большой Визинге в 10 километрах выше места её впадения в Сысолу.
В месте впадения Сысолы в Вычегду стоит столица Республики Коми — Сыктывкар. Река дала и название городу: «Сыктыв» — название Сысолы на языке коми, «кар» — город.

## Притоки
Крупнейшие притоки — Воктым, Тыбъю, Большая Визинга (левые); Ныдыб, Лэпъю, Поинга (правые).
По порядку от устья:
(указано расстояние от устья)
- 23 км: Мыртыю
- 30 км: Важъёлью
- 40 км: Кылтымъю
- 47 км: Карнанаёль
- 48 км: река без названия
- 65 км: Сопь
- 70 км: Нювчим
- 80 км: река без названия
- 83 км: Варш-Ёль
- 99 км: Лэпъю
- 108 км: Ёльшор
- 109 км: Яснэг
- 116 км: ручей Нур
- 118 км: Видзяс
- 119 км: река без названия
- 120 км: Поинга
- 135 км: Малая Визинга
- 140 км: Большая Визинга
- 147 км: Пычкэс
- 163 км: Юк
- 176 км: река без названия
- 180 км: Амидз
- 192 км: Ниашорка
- 196 км: Джуджыс
- 202 км: Куим
- 209 км: Полянка
- 215 км: Чук
- 220 км: Подзь
- 232 км: Тыбъю
- 240 км: Гарь
- 269 км: Вок
- 276 км: Нюльчим
- 284 км: Лэпъю
- 292 км: Омыдзь
- 298 км: Лётма
- 307 км: Вениб
- 317 км: Кой
- 338 км: Ыбань
- 343 км: Воктым
- 360 км: Большая Ульзи
- 375 км: Большой Гуж
- 385 км: Кажым
- 388 км: Большая Нарья
- 397 км: Пеш
- 406 км: Ныдыб
- 414 км: Лез
- 451 км: Овдым

## Этимология
Название коми Сыктыв, Сыктыл происходит от общепермского корня *suk- «вязнуть» и древней формы коми слова тыл (тыв) «озеро». Таким образом Сыктыл (Сыктыв) означает «река с топкими берегами, вытекающая из озеровидных болот». В русском языке в результате фонетического упрощения -кт-, под влиянием имени Сысой, Сысол и русского слова «река» название реки преобразовалось в Сысола.

## Данные водного реестра
По данным государственного водного реестра России и геоинформационной системы водохозяйственного районирования территории РФ, подготовленной Федеральным агентством водных ресурсов:
- Бассейновый округ — Двинско-Печорский;
- Речной бассейн — Северная Двина;
- Речной подбассейн — Вычегда;
- Водохозяйственный участок — Вычегда от истока до города Сыктывкара.